# Henri Isliker
Henri Charles Isliker (* 7. April 1922 in Genf; † 1. August 2007 in Lausanne) war ein Schweizer Immunologe, Dozent an der Universität Lausanne und Direktor verschiedener medizinischer Forschungsinstitute.

## Leben
Er studierte zunächst Chemie, Physik und Physiologie an der Universität Bern. Nach seiner Promotion in Biochemie im Jahr 1950 arbeitete er während fünf Jahren an der Harvard Medical School. Nach seiner Rückkehr aus den Vereinigten Staaten wurde Isliker an der Universität Bern Privatdozent (1957) sowie Lehrbeauftragter an der Universität Neuenburg. Den grössten Teil seiner Laufbahn verbrachte der Immunologe aber in Lausanne, an deren Universität er zwischen 1958 und 1965 ausserordentlicher und von 1965 bis 1988 ordentlicher Professor war.
Isliker war jedoch nicht nur Forscher, sondern auch ein erfolgreicher Leiter wissenschaftlicher Institute. So stand er neben dem Biochemischen Institut der Universität Lausanne (1962–1988) auch dem Lausanner Schulungszentrum der Weltgesundheitsorganisation (WHO) sowie dem Ludwig Institute for Cancer Research (Filiale Lausanne) vor. Im Weiteren war Isliker ab 1963 Direktor des Centre Anticancéreux Romand und, nach dessen Überführung ins Schweizerische Institut für Experimentelle Krebsforschung (ISREC), am 18. Juni 1964, Leiter dieses Zentrums. Das ISREC führte er bis 1977.

## Auszeichnungen
- 1964: Ružička-Preis
- 1967: Viganello-Preis (für seine immunologischen Arbeiten)
- 1978: Award of Merit der Union internationale contre le cancer (UICC)
- 1992: Schweizer Krebspreis
- 1995: Marcel-Benoist-Preis (gemeinsam mit Alfred Pletscher)

„Anlässlich ihres 75jährigen Bestehens will die Marcel Benoist-Stiftung nicht nur zwei Wissenschafter auszeichnen, deren Arbeiten durch ihre Qualität und Eigenständigkeit beeindrucken, sondern auch zwei Persönlichkeiten, die sich unermüdlich für die Förderung wissenschaftlicher Forschung eingesetzt haben. Als Initiatoren hervorragender Institute, Verfechter einer grosszügigen, nachhaltigen finanziellen Unterstützung und Fürsprecher einer gesunden Nachfolgeregelung trugen sie wesentlich dazu bei, in der Schweiz günstige Rahmenbedingungen für die Entwicklung einer hochstehenden Forschungstätigkeit zu schaffen.“

Isliker war zudem Ehrenmitglied der Schweizerischen Akademie der Medizinischen Wissenschaften (SAMW).